# Borki (przystanek kolejowy)
Borki (biał. Боркі, ros. Борки) – przystanek kolejowy w miejscowości Borki, w rejonie iwacewickim, w obwodzie brzeskim, na Białorusi. Leży na linii Moskwa - Mińsk - Brześć.